# 諾布爾湖 (阿肯色州)
諾爾布湖（英語：Noble Lake）是位於美國阿肯色州傑佛遜縣的一個非建制地區。該地的面積和人口皆未知。

## 地理
諾爾布湖的座標為34°10′23″N 91°51′15″W / 34.17306°N 91.85417°W，而該地的平均海拔高度為62米（即203英尺）。